# Zajedništvo Hrvata u Rumunjskoj
Zajedništvo Hrvata u Rumunjskoj (rum. Uniunea Croatilor din Romania) krovna je udruga Hrvata u Rumunjskoj, osnovana 1991. godine. Sjedište joj je u Karaševu, a bavi se očuvanjem jezika, vjere i kulture tamošnjih Hrvata, te organizacijom športskih, kulturnih i ostalih manifestacija. Predsjednik Zajedništva je Milja Radan (rum. Mihai Radan). Udruga izdaje novine Hrvatsku grančicu, koje uređuje Ivan Dobra, a koje izlaze kao mjesečnik.
Iz krovne udruge Hrvata u Rumunjskoj stvoren je 1998. godine Demokratski savez rumunjskih Hrvata sa sjedištem u Klokotiću.

## Vanjske poveznice
Službena stranica udruge  Arhivirana inačica izvorne stranice od 22. svibnja 2009. (Wayback Machine)